# Carta da orientamento

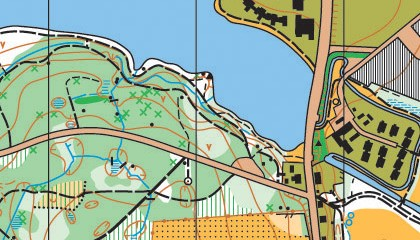
Esempio di carta da orientamento.

Per carta da orientamento si intende una carta "approssimata", a causa della sfericità della terra, "ridotta", avendo rimpicciolito la superficie riprodotta secondo un rapporto o proporzioni fisse, e "simbolica", poiché le particolarità geografiche vengono riportate sulla carta mediante una simbologia ben precisa, essa rappresenta nei minimi particolari la realtà, infatti, durante le gare, si devono orientare molti atleti completamente inesperti del luogo. Le carte da orientamento hanno una scala ben precisa (che dipende dalla distanza di gara: sprint, media o lunga e dalla categoria di età): solitamente è 1:10.000 (un centimetro sulla carta corrisponde a 10.000 centimetri sul terreno), però si utilizza la scala 1:4000 per le gare sprint e nelle categorie maggiori la scala 1:15000 per le gare di lunga distanza. Con le scale più piccole i dettagli sulla carta sono stampati più grandi e le mappe risultano quindi più facilmente leggibili. La simbologia è standard per tutte le carte, essa è decisa dall'IOF (Federazione Internazionale di Orientamento); i cartografi prendono come modello questo documento, cioè l'ISOM (International specification for orienteering maps).
Inoltre, per riportare sulla carta la terza dimensione, vengono disegnate le curve di livello tipicamente ogni 5 metri di quota del terreno.
Come tutte le carte topografiche, a prescindere dalla approssimazione, dalla riduzione e dalla simbologia usata, le carte da orientamento devono avere i riferimenti. Questi non sono numeri espressi in un sistema di coordinate ma sono linee verticali che indicano la direzione del nord magnetico. Le carte da orientamento sono infatti le uniche nell'ambito delle carte topografiche che non si allineano con nord geografico o griglie topografiche ma con il nord magnetico. La ragione è dettata dal fatto che l'atleta che utilizza la carta usa esclusivamente una bussola durante la gara.
La differenza fra carte topografiche e carte da orientamento sta nella simbologia: le carte da orientamento sono convenzionalmente uguali in tutto il mondo, in modo che anche gli atleti che si recano all'estero per praticare l'orientamento trovino nella carta gli stessi simboli. Altra differenza sostanziale è il fatto che sono del tutto assente la toponomastica. Il bravo orientista dovrà cavarsela senza questo aiuto.

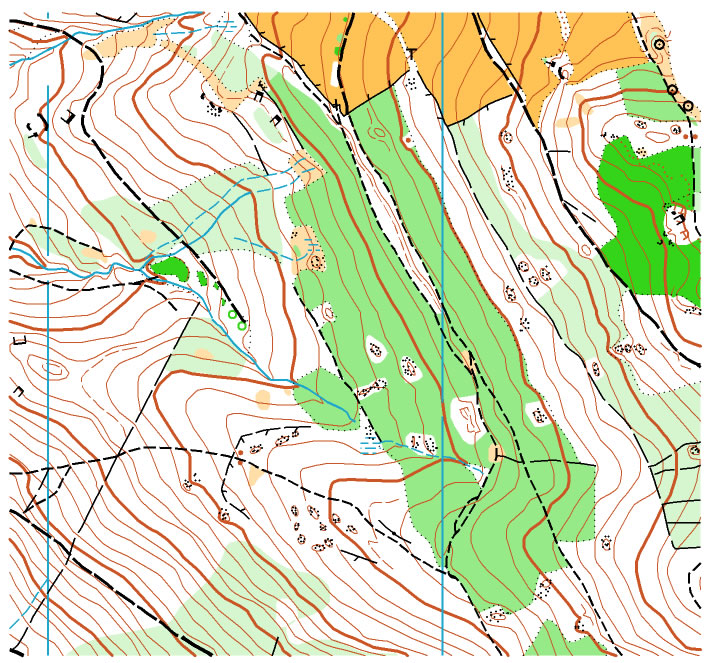
Esempio di una carta rappresentante un bosco

## Storia

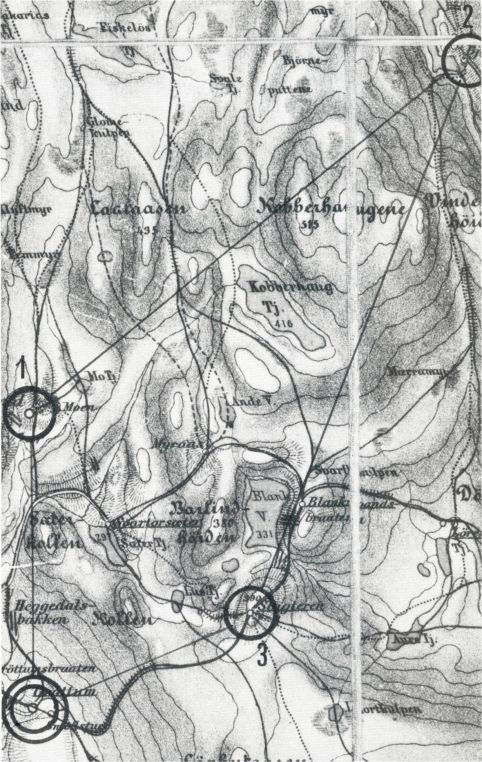
Mappa usata per la prima prova di sci-orienteering in Norvegia il 31 ottobre 1897.

La prima gara di orientamento fuori dall'ambito militare si svolse il 31 ottobre 1897 a Nordmarka vicino a Oslo in Norvegia. La carta aveva scala 1:30.000 ed era in bianco e nero. Questa però non fu una manifestazione ufficiale, la prima ufficiale si tenne il 25 marzo 1918 in Norvegia. Le prime gare si svolsero proprio nei territori nordici: oltre alla Norvegia l'orientamento si svolse in Svezia ed in Finlandia, in quest'ultima le gare erano di sci orientamento con carte di scale 1:20.000 - 1:40.000. Dopo la seconda guerra mondiale i vari stati europei iniziarono una sistematica revisione delle carte rappresentanti il territorio nazionale (in Italia grazie all'IGM) e ciò risparmiò moltissimo lavoro ai cartografi di orienteering. In Finlandia si istituì una Commissione cartografica ad hoc, essa standardizzò il disegno delle carte. Nel 1969 in Svezia si tenne il primo Campionato Mondiale di orientamento proprio con la nuova simbologia standard. Nonostante tutto le carte degli anni settanta erano radicalmente diverse da quelle odierne, basti pensare che la scala era 1:100.000. Le carte erano così diverse da poter venire considerate normali carte topografiche; la prima vera carta di orientamento disegnata appositamente per una gara fu disegnata da Knut Valstad, egli disegnò una carta a colori in scala 1:20.000. Il dettaglio e l'attenzione ai particolari da parte del cartografo formò una carta in cui si vedeva la bravura dell'orientista a leggere la carta piuttosto che alla ricerca sul territorio. Anche questa carta però non assomigliava alle carte d'oggi, infatti mancavano le indicazioni sulla tipologia di terreno, fondamentali per portare a termine una gara nel minor tempo possibile. Questo problema fu affrontato da una commissione riunita per lo scopo nella metà degli anni sessanta. Da questa commissione ne venne fuori una bozza che ricorda le carte di oggi: bianco per la foresta/bosco ed il giallo per i prati aperti (prima i prati venivano colorati di marrone). La prima ufficializzazione della percorribilità e dei colori fu fatta nel 1969 (ISOM - International Specification Orienteering Maps 1969) al Congresso IOF svoltosi a Doksy (ex Cecoslovacchia). Le scale adottate furono 1:20.000 e 1:15.000. Queste indicazioni vennero utilizzate per i Campionati Mondiali del 1970 svoltisi nell'ex Germania Democratica.
I simboli individuati all'inizio furono circa un centinaio. Venne creata la seconda norma sui simboli nel 1975 (ISOM 1975) cercando un compromesso tra le richieste dei vari paesi. Due furono le scale delle carte adottate: 1:15.000 e 1:10.000. Si aggiunsero altre tonalità di colore.
All'inizio degli anni novanta del secolo passato iniziarono a prodursi mappe digitali con i programmi per computer come il diffusissimo OCAD.

## Simbologia
Nelle carte da orientamento la simbologia, pur essendo uguale in tutto il mondo, è diversa dalle normali carte topografiche, qui di seguito una legenda:

### Colori di sfondo
- Bosco pulito, percorribile = Colore bianco
- Vegetazione fitta, impenetrabile = Colore verde scuro
- Fra il bosco percorribile e quello impenetrabile = Varie tonalità di verde
- Prato, terreno aperto = Giallo
- Acqua = Blu/Azzurro

### Simboli
- Sentiero = Linea tratteggiata
- Strada asfaltata = Linea rosa
- Manufatti dell'uomo, case = Quadrati neri
- Portico = Rettangolo grigio
- Sasso (rilevante) = Punto nero
- Oggetto particolare = X nera (per opere dell'uomo), blu (per sorgenti...), marrone (piazzole o carbonaie) o verde (per radici e alberi)
- Gruppo di Sassi = Triangolo nero
- Albero isolato = Cerchio cavo verde
- Fiumi = Linea blu/azzurra
- Ruscelli = Linea tratteggiata blu/azzurra
- Curve di livello = Linee marroni
- Buca = V marrone
- Depressione grande = Cerchio con trattini
- Depressione piccola = Semicerchio marrone
- Cocuzzolo = Puntino marrone

### Percorso di gara e punti di controllo
- Partenza = Triangolo rosso/viola

Percorso: il triangolo è la partenza, i cerchietti le "lanterne" e il doppio cerchio l'arrivo.

- Lanterna (punto di controllo) = Cerchio rosso/viola
- Arrivo = Doppio cerchio rosso/viola

In cartina fra una lanterna e l'altra c'è una linea (rossa/viola) che congiunge i due cerchi, essa è una linea immaginaria, non il percorso di gara.

## Note

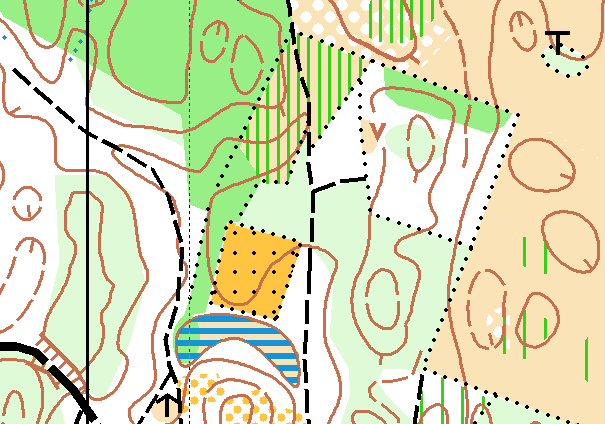
Ancora un esempio di carta